# Лейте де Вашконселуш, Жозе
Жозе́ Ле́йте де Вашконсе́луш (1858—1941, порт. José Leite de Vasconcelos Cardoso Pereira de Melo) — португальский филолог, археолог и этнограф.

## Биография
В 1886 году защитил бакалаврскую диссертацию «A evolução da linguagem: ensaio antropológico» (Эволюция языка: антропологический очерк), а в 1901 году в Париже — докторскую диссертацию по диалектологии португальского языка (фр. Esquisse d'une dialectologie portugaise). Его работа «Португальская антропонимика» (порт. Antroponímia Portuguesa) стала одной из первых работ по изучению португальской ономастики. Лейте де Вашконселуш был первым исследователем мирандского языка.
В 1880 году был одним из создателей журнала «Пантеон» (порт. O Pantheon), в 1889 году основал журнал «Лузитана» (порт. Revista Lusitana), в 1895 — «Португальский археолог» (порт. Arqueólogo Português). Был автором многих публикаций в таких изданиях, как A Mulher, Era Nova, Revista de Estudos Livres, A Imprensa, Branco e Negro, Atlântida, Lusitânia, Ilustração, Feira da Ladra и др.
В 1893 году был инициатором основания этнографического музея в Лиссабоне (современный Национальный археологический музей).
С 1911 года преподавал на факультете словесности в Лиссабонском университете. Одним из главных академических трудов Лейте де Вашконселуша считается трёхтомное издание «Религии Лузитании» (порт. Religiões da Lusitânia, 1897—1913).

## Признание
Награждён Большим крестом Ордена Народного образования (1930) и Большим крестом Ордена Сантьяго (1937).
Его именем названы улицы в различных городах Португалии и Бразилии.